# Списак споменика културе у Косовскопоморавском округу
Следи списак споменика културе у Косовскопоморавском округу.
| ИД      | Слика                                       | Назив                                       | Адреса | Координате                                     | Место     | Градска општина | Општина           | Надлежни завод |
| ------- | ------------------------------------------- | ------------------------------------------- | ------ | ---------------------------------------------- | --------- | --------------- | ----------------- | -------------- |
| СК 1375 | Црква Светог Варваре                        | Црква Светог Варваре                        |        | 42.490628°N 21.521742°E / 42.490628, 21.521742 | Кметовце  |                 | Гњилане           | ПОКР. ПРИШТИНА |
| СК 1390 | Црква Успења Пресвете Богородице у Ваганешу | Црква Успења Пресвете Богородице у Ваганешу |        |                                                | Ваганеш   |                 | Косовска Каменица | ПОКР. ПРИШТИНА |
| СК 1391 | Манастир Рђавац                             | Манастир Рђавац                             |        | 42.5978°N 21.5947°E / 42.5978, 21.5947         | Мочаре    |                 | Косовска Каменица | ПОКР. ПРИШТИНА |
| СК 1393 | Тврђава Ново Брдо ‎                          | Тврђава Ново Брдо ‎                          |        | 42.616591°N 21.431567°E / 42.616591, 21.431567 | Ново Брдо |                 | Ново Брдо         | ПОКР. ПРИШТИНА |
| СК 1509 | Манастир Бинач (Бузовик)                    | Манастир Бинач (Бузовик)                    |        | 42.287485°N 21.392074°E / 42.287485, 21.392074 | Бузовик   |                 | Витина            | ПОКР. ПРИШТИНА |